# 74式小隊機関銃
74式小隊機関銃（繁体字中国語: 74式排用機槍）は、中華民国陸軍が制式採用から長年経過した57式機関銃（中華民国でライセンス生産されたM60機関銃）の後継として、ベルギーFN社のFN MAGを参考に改良を加えたものである。T74小隊機関銃、7.62mm T74機関銃とも呼ばれる。制式名の「74」は、民国74年（1985年）に量産型が完成した事によるもの。

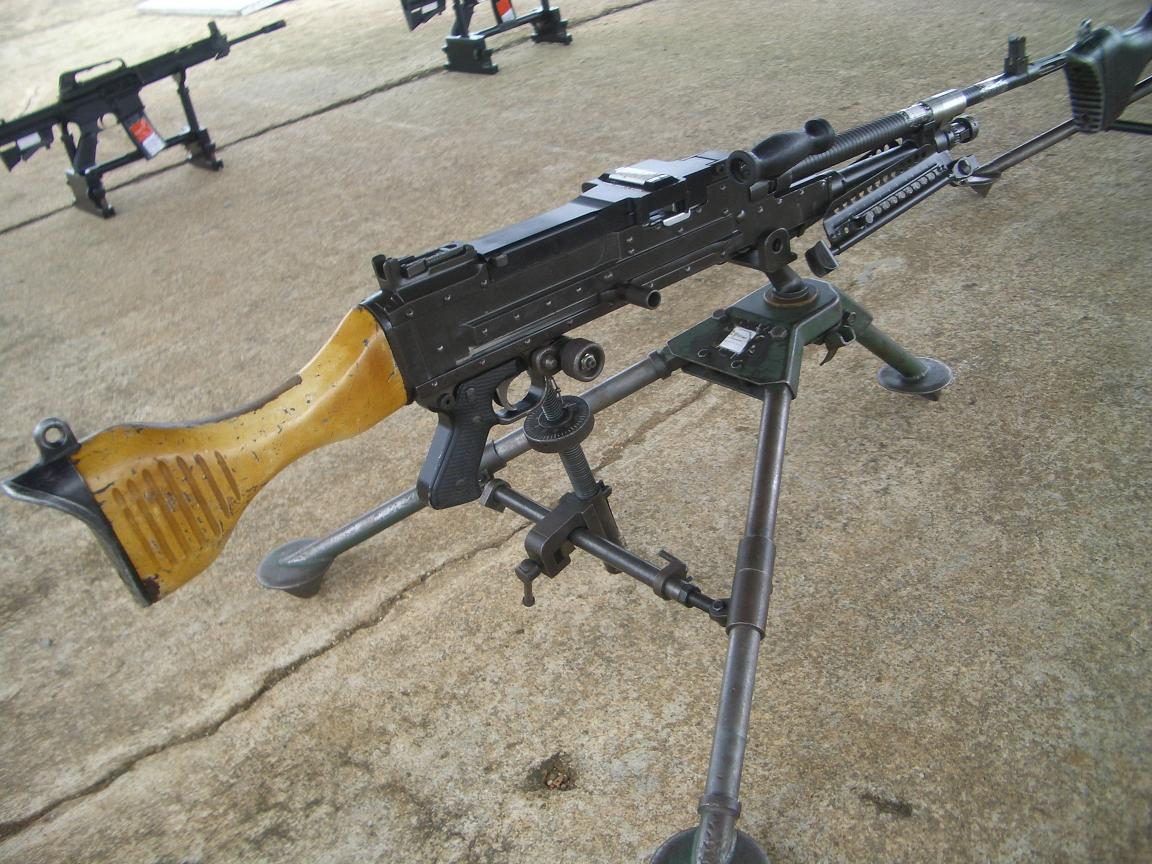
74式小隊機関銃

## 設計及び開発史
ベルギーのFN MAGは1958年に登場し、多くの国に採用された。聯勤は74式の設計時にFN MAGの長所と短所、並びに自身の工作能力と戦術思想を参考に改修を行った。74式での変更点は細部に渡り、FN MAGの欠点および台湾陸軍兵士の体型、運用方法に合わせたほか、57式機関銃の二脚架の流用などがある。
FN MAGとの主な相違点は、照星が銃身に固定されている。もし照星を非固定式とした場合、更に高度な工作技術を要求されるため、聯勤205兵工廠は固定式とし、その代わりに偏流調整つまみを照門に取り付けた。74式の銃身は原型同様素早く取り外しができ、銃身の表面にはFN MAGの初期型と同様の放熱リブが加工されている。
制式採用した陸軍では、74式は耐久性が高いと歓迎されており、憲兵部隊以外の陸軍および海軍陸戦隊で使用されている。

## 派生型
本銃の発展型として、86式同軸機関銃（略称：T86V）がM41D軽戦車用に開発されたが、少数が改造されたのみだったため、大量生産される事はなかった。また、CM-32に搭載される94式リモコン銃塔、CM-34歩兵戦闘車の同軸機銃用として、74V1式同軸機銃が開発された。

## 使用国
- 中華民国
- リベリア[1][2][3]
- ヨルダン